# Saint-Martin-de-Beauville
Saint-Martin-de-Beauville is een gemeente in het Franse departement Lot-et-Garonne (regio Nouvelle-Aquitaine) en telt 123 inwoners (1999). De plaats maakt deel uit van het arrondissement Agen.

## Geografie
De oppervlakte van Saint-Martin-de-Beauville bedraagt 7,3 km², de bevolkingsdichtheid is 16,8 inwoners per km².
De onderstaande kaart toont de ligging van Saint-Martin-de-Beauville met de belangrijkste infrastructuur en aangrenzende gemeenten.

## Demografie
Onderstaande figuur toont het verloop van het inwonertal (bron: INSEE-tellingen).

1. ↑  Populations de référence 2022.